# Joegrabrug

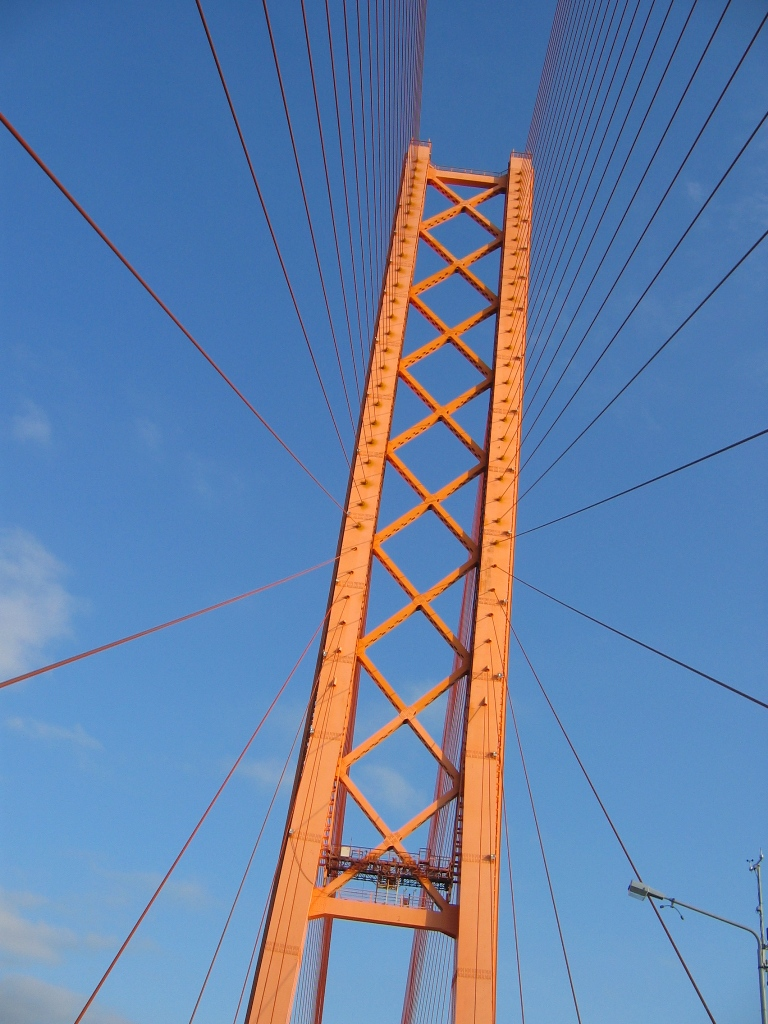
Gezicht op de pyloon

De Joegrabrug (Russisch: Югорский мост) is de langste tuibrug met 1 pyloon ter wereld en loopt over de Russische rivier de Ob tussen de oliesteden Soergoet en Neftejoegansk in Chanto-Mansië en werd ingewijd in september 2000. De brug is 2200 meter lang en behoort daarmee samen met de brug van Chanty-Mansiejsk tot de langste bruggen van Siberië. De centrale spanwijdte van 408 meter is de langste niet-gedragen span ter wereld.